# Antalyaspor
Az Antalyaspor egy török sportegyesület, melynek székhelye Antalya. A klub főként labdarúgó-szakosztályáról ismert, de van asztalitenisz csapata is.

## Története
Az Antalyasport 1966-ban alapították három helyi csapat, a Yenikapı SuSpor, az İlk Işıkspor és a Ferrokromspor egyesítésével. 1982-ben kerültek fel először az első osztályba, 1984-ben azonban visszaestek, a másodosztályban töltött egy szezon után ismét sikerült felkerülniük, de az 1986–87-es szezon végén újra kiestek a bajnokságból és csak az 1993–94-es szezonban kerülhettek vissza, 2002-ig maradtak. Ebben az időszakban érték a klubot a legnagyobb sikerek, 2000-ben török labdarúgókupa-döntőt játszottak a Galatasarayjal, kétszer képviselték az országot az Intertotó-kupán és egyszer az UEFA-kupán. 2002-ben ismét másodosztályban játszottak, 2005-ben jutottak fel az első osztályba újra, ám a 2006–2007-es szezon végén újra kiestek. A 2008–09-es szezonban újra az első osztályban játszhatnak.

## Jelenlegi játékosok
2008. június 7-i adatok: 
| #  |             | Poszt | Név               |
| -- | ----------- | ----- | ----------------- |
| 1  | Törökország | K     | Ozan Özenc        |
| 3  | Brazília    | V     | Diego Angelo      |
| 4  | Svájc       | V     | Johan Djourou     |
| 5  | Törökország | V     | Yusuf Celik       |
| 6  | GER         | V     | Nazim Sangaré     |
| 7  | TUR         | KP    | Zeki Yildirim     |
| 8  | BRA         | KP    | Charles           |
| 8  | Törökország | KP    | Hakan Özmert      |
| 9  | Törökország | CS    | Ufuk Ateş         |
| 10 | Törökország | KP    | Serkan Reçber (C) |
| 11 | Tunézia     | CS    | Ali Zitouni       |
| 12 | Törökország | K     | Ömer Çatkıç       |
| 14 | Törökország | KP    | Ahmet Maran       |
| 15 | Törökország | CS    | Abdullah Çetin    |
| 16 | Németország | CS    | Demircan Dikmen * |
| 17 | Törökország | K     | Fevzi Elmas       |
| 18 | Németország | K     | Polat Keser *     |
| 19 | Törökország | V     | Vahap Işık        |
| 20 | Törökország | KP    | Mesut Çaytemel    |
| 21 | Törökország | V     | Sinan Yitmez      |
| 22 | Németország | KP    | Eyüp Hasan Uğur * |

| #   |                  | Poszt | Név                 |
| --- | ---------------- | ----- | ------------------- |
| 23  | Törökország      | KP    | Aytekin Viduslu     |
| 24  | Honduras         | KP    | Maynor Suazo        |
| 25  | Szlovákia        | CS    | Pavol Straka        |
| 26  | Törökország      | KP    | Mustafa Akcay       |
| 27  | Törökország      | KP    | Sezer Güler         |
| 28  | Elefántcsontpart | CS    | Serge Djiehoua      |
| 29  | Németország      | KP    | Volkan Altın *      |
| 30  | Németország      | KP    | Burak Tok *         |
| 31  | Németország      | CS    | Ahmet Kuru *        |
| 32  | Törökország      | V     | Kazim Emre Anuk     |
| 33  | Németország      | CS    | Engin Kalender      |
| 34  | Törökország      | V     | Recep Yildiz        |
| 36  | Törökország      | CS    | Serdar Sınık        |
| 37  | Törökország      | V     | Deniz Savurdan      |
| 40  | Németország      | CS    | Mustafa Özkan *     |
| 53  | Törökország      | KP    | İdris Hacıfazlıoğlu |
| 54  | Törökország      | KP    | Korhan Öztürk       |
| 58  | Törökország      | KP    | Ertuğrul Aslan      |
| 57  | Törökország      | V     | Fatih Arat          |
| 67  | Törökország      | V     | Uğur Kavuk          |
| 69  | Németország      | KP    | Ersan Tekkan *      |
| 89  | Törökország      | V     | Buğra Dinler        |
| 90  | Törökország      | V     | Musa Nizam          |
| TBD | Zimbabwe         | ?     | Joseph Ngwenya      |

(*) Török állampolgársággal is rendelkező játékos.

## Eredmények
- Török labdarúgókupa
  - Második (1): 2000

## Európai eredmények
- Intertotó-kupa, 1996
  - Antalyaspor 2-5 FC Basel
  - FC Ataka-Aura Minsk 0-3 Antalyaspor
  - Antalyaspor 2-1 SC Rotor Volgograd
  - FK Sahtar Doneck 1-0 Antalyaspor
- Intertotó-kupa, 1997
  - NK Publikum 1-1 Antalyaspor
  - Antalyaspor 0-2 Maccabi Haifa F.C.
  - FC Lokomotiv Nizhny Novgorod 1-0 Antalyaspor
  - Antalyaspor 1-0 Proleter Zrenjanin
- UEFA-kupa, 2000–01
  - FK Gandja 0-2 Antalyaspor
  - Antalyaspor 5-0 FK Gandja
  - Antalyaspor 2-0 Werder Bremen
  - Werder Bremen 6-0 Antalyaspor

## Híres játékosok
- Fuat Yaman
- Rüştü Reçber
- Burak Yılmaz
- Feyyaz Uçar
- Hüseyin Çimşir
- Oscar Cordoba
- Fani Madida
- Richard Kingston
- Maurizio Gaudino
- Norman Mapeza
- Vedin Music